# Pchan-č’-chua
Pchan-č’-chua (čínsky pchin-jinem Pānzhīhūa, znaky 攀枝花) je město a městská prefektura v Čínské lidové republice. Leží na jihu provincie S’-čchuan v Jihozápadní Číně na soutoku řek Ťin-ša a Ja-lung z povodí Modré řeky. Na ploše 7 193 čtverečních kilometrů zde v roce 2020 žilo přes milion obyvatel.

## Administrativní členění
Městská prefektura Pchan-č’-chua se člení na pět celků okresní úrovně, a sice tři městské obvody a dva okresy.
| Tung Si Žen-che · ※ okres · Mi-i okres · Jen-pien |        |                       |                    |                                  |
| Název                                             | Název  | Počet obyvatel (2020) | Rozloha km² (2020) | Hustota zalidnění (obyv. na km²) |
| český přepis                                      | znaky  | Počet obyvatel (2020) | Rozloha km² (2020) | Hustota zalidnění (obyv. na km²) |
| Městské obvody                                    |        |                       |                    |                                  |
| Tung                                              | 东区   | 411 427               | 167                | 2 467                            |
| Si                                                | 西区   | 129 406               | 139                | 932                              |
| Žen-che                                           | 仁和区 | 265 562               | 1 603              | 166                              |
| Okresy                                            |        |                       |                    |                                  |
| Mi-i                                              | 米易县 | 227 011               | 2 016              | 113                              |
| Jen-pien                                          | 盐边县 | 178 797               | 3 269              | 55                               |
|                                                   |        |                       |                    |                                  |
| Celkem                                            | Celkem | 1 212 203             | 7 193              | 169                              |

## Partnerská města
- Terni, Itálie (1997)